# Xènia de Rússia
Xènia de Rússia   (Sant Petersburg, 25 de març de 1875 (Julià) - Londres, 20 d'abril de 1960), rus: Ксения Александровна, Ksénia Aleksàndrovna, fou Gran Duquessa de Rússia. Foren junt amb la seva germana, la gran duquessa Olga de Rússia, les dues últimes filles vives del tsar Alexandre III de Rússia.
Nascuda el 1875 a Sant Petersburg, era filla del tsar Alexandre III de Rússia i de la princesa Dagmar de Dinamarca. Era, en conseqüència, neta del tsar Alexandre II de Rússia i de la princesa Maria de Hessen-Darmstadt per via paterna, mentre que per via materna era neta del rei Cristià IX de Dinamarca i de la princesa Lluïsa de Hessen-Kassel. Era descendent de la tsarina Caterina II de Rússia i del rei Frederic Guillem III de Prússia.
Entre els seus cosins s'hi podia trobar el rei Constantí I de Grècia, el rei Jordi V del Regne Unit, el rei Cristià X de Dinamarca, el rei Haakon VII de Noruega i el duc Ernest August de Hannover.
Casada el dia 6 d'agost de 1894 amb el gran duc Alexandre de Rússia, de la branca del Mikhailòvitx, era fill del gran duc Miquel de Rússia i de la princesa Cecília de Baden, era net del tsar Nicolau I de Rússia. La parella tingué tres fills els quals reberen el títol de prínceps de Romanov (no foren gran ducs perquè tan sols ho són els fills del tsar i els nets d'aquest per via paterna mai per via materna).
- SA la princesa Irina de Rússia, princesa Romanov. Nascuda el 1895 a Peterhoff i morta el 1970 a París. Es casà amb el príncep Fèlix Jusupov.
- SA el príncep Andreu de Rússia, príncep Romanov. Nascut el 1897 a Sant Petersburg i mort el 1987 a Kent. Es casà en primeres núpcies amb la princesa Elisabet Ruffo di Calàbria el 1918 a Jalta, i en segones núpcies amb Nadine Sylvia McDougall a Norton (Kent) el 1942.
- SA el príncep Fiodor de Rússia, príncep Romanov. Nascut el 1899 a Sant Petersburg i mort a Ascània el 1968. Es casà amb la princesa Irina Pavlova Pavlei, filla del gran duc Pau de Rússia i neta del tsar Alexandre II de Rússia.

Junt amb la seva mare, la tsarina Dagmar de Dinamarca, i la família de la seva germana Olga de Dinamarca pogueren escapar de Rússia via Crimea gràcies al vaixell de l'armada britànica HMS Malborough enviat per l'ocasió pel rei Jordi V del Regne Unit.
La família de la gran duquessa Xènia s'establí a Dinamarca i després a Anglaterra. Després de la revolució la gran duquessa Xènia es divorcià del seu espòs que s'establí a França.
A partir de la dècada de 1930 visqué acollida i pensionada per la casa reial britànica, primer a Windsor i després a una Wilderness House, al recinte de Hampton Court. La gran duquessa Xènia morí a l'edat de vuitanta-cinc anys al Palau de Hampton Court el 1960.